# UNIPAMPA
La Universidad Federal do Pampa, también conocida como UNIPAMPA, es una universidad pública brasileña, fundada en 2006 con el objetivo de fortalecer la educación superior en el estado sureño de Rio Grande do Sul. Aunque nuevo en 2011 fue calificado como el cuarto institución de educación superior en el mejor estado, de acuerdo a una evaluación MEC medida por el Índice General de Cursos (CIG).